# (7991) Kaguyahime
(7991) Kaguyahime est un astéroïde de la ceinture principale.

## Description
(7991) Kaguyahime est un astéroïde de la ceinture principale. Il fut découvert le 30 octobre 1981 à Kiso par Hiroki Kosai et Kiichiro Hurukawa. Il présente une orbite caractérisée par un demi-grand axe de 3,14 UA, une excentricité de 0,20 et une inclinaison de 1,7° par rapport à l'écliptique.

## Compléments